# NGC 1120
NGC 1120 este o galaxie lenticulară situată în constelația Eridanul. A fost descoperită în 1 ianuarie 1886 de către Francis Leavenworth. Se află la o distanță de 123,59 de megaparseci de Pământ.